# Liste der Monuments historiques in Wildenstein
Die Liste der Monuments historiques in Wildenstein führt die Monuments historiques in der französischen Gemeinde Wildenstein auf.

## Liste der Objekte
| Bezeichnung                | Beschreibung                                                                                | Standort                                | Kennzeichnung | Schutzstatus | Datum | Bild |
| -------------------------- | ------------------------------------------------------------------------------------------- | --------------------------------------- | ------------- | ------------ | ----- | ---- |
| Orgel                      | Haupteintrag für PM68000957                                                                 | in der Kirche Sts-Pierre-et-Paul (Lage) | PM68000956    | Classé       | 2001  |      |
| Instrumentalteil der Orgel | 1832 von Joseph Callinet für die Kirche in Kertzfeld gebaut, 1838 nach Wildenstein versetzt | in der Kirche Sts-Pierre-et-Paul (Lage) | PM68000957    | Classé       | 2001  |      |